# Periodisme gonzo

El "puny Gonzo", caracteritzat per dos polzes i quatre dits que sostenen un botó en forma de peiot, es va utilitzar originalment a la campanya de Hunter S. Thompson del 1970 per ser xèrif del comtat de Pitkin, Colorado. S'ha convertit en un símbol del periodisme de Thompson i del concepte gonzo.

El periodisme gonzo és un estil de periodisme que s'escriu sense pretensions d'objectivitat i que sovint inclou el periodista com a part de la història a través d'una narració en primera persona. Es tracta d'un estil enèrgic d'escriptura participativa que obté el seu poder d'una combinació de crítica social i autosàtira.
El terme "gonzo" es va utilitzar probablement per primer cop el 1970 per descriure un article de Hunter S. Thompson, qui més tard va popularitzar l'estil. Des de llavors s'ha aplicat també a altres iniciatives artístiques subjectives.
El periodisme gonzo implica un enfocament relacionat amb el reportatge d'experiències i emocions personals, en contrast amb el periodisme tradicional, que afavoreix una aproximació objectiva i que es basa en fets o cites que poden ser verificats per tercers. Al periodisme gonzo la personalitat d'una peça és tan important com l'esdeveniment o el tema real de la peça. L'ús del sarcasme, l'humor, l'exageració i la paraulota n'és freqüent.
Thompson, que va ser un dels pioners del nou periodisme, va dir a Rolling Stone el 15 de febrer de 1973: "Si hagués escrit la veritat que sabia durant els darrers deu anys, unes 600 persones, inclòs jo, avui es podririen a les cel·les de la presó, des de Rio fins a Seattle. La veritat absoluta és un producte molt rar i perillós en el context del periodisme professional".

## Origen del terme
El terme "gonzo" va ser utilitzat per primera vegada en connexió amb Hunter S. Thompson per l'editor de la revista The Boston Globe, Bill Cardoso, el 1970. Va descriure l'article de Thompson "The Kentucky Derby Is Decadent and Depraved", que va ser escrit per a l'edició de juny de 1970 de Scanlan's Monthly, com a "pur periodisme gonzo". Cardoso va afirmar que gonzo era un terme de l'argot irlandès del sud de Boston que descrivia l'últim home que quedava després d'una marató bevent alcohol tota la nit. També va afirmar que es tractava d'una corrupció de la paraula canadenca francesa "gonzeaux", que significa "camí brillant", tot i que aquesta és discutida.
Una altra especulació és que la paraula podria haver estat inspirada en la exitosa cançó "Gonzo" del pianista de Rythm and blues de Nova Orleans James Booker. Aquesta possibilitat se sosté per una biografia oral de Thompson del 2007, que afirmava que el terme fou extret d'una cançó de Booker, però no explica per què Thompson o Cardoso haurien triat el terme per descriure el periodisme de Thompson. El documental de 2013 Bayou Maharaja: The Tragic Genius of James Booker citava l'executor literari de Thompson dient que la cançó era l'origen del terme. Segons una nota biogràfica de Greg Johnson a Booker, el títol de la cançó "Gonzo" prové d'un personatge d'una pel·lícula anomenat The Pusher, que al seu torn podria haver estat inspirat per una novel·la del mateix títol d'Evan Hunter de 1956.
El mateix Thompson va utilitzar per primera vegada el terme referint-se al seu propi treball a la pàgina 12 del clàssic de la contracultura Fear and Loathing in Las Vegas. Hi va escriure: "Però, quina era la història? Ningú s'havia molestat a dir-ho. Així que hauríem de fer-ho pel nostre compte. La llibertat d'empresa. El Somni Americà. Horatio Alger es va tornar boig per les drogues a Las Vegas. Feu-ho ara: pur periodisme gonzo".
El diccionari Lexico proposà que "gonzo" podria provenir etimològicament de l'italià gonzo (enze) o del castellà gonzo (oca).

## Hunter S. Thompson
Thompson va basar el seu estil en la noció de William Faulkner que "la ficció és sovint el millor fet". Tot i que les coses sobre les quals va escriure Thompson són bàsicament certes, va utilitzar dispositius satírics per portar els seus punts a casa. Sovint va escriure sobre drogues recreatives i consum d'alcohol, cosa que va afegir un toc subjectiu als seus informes. El terme "gonzo" també s'ha utilitzat (de vegades pejoratiu) per descriure el periodisme a l'estil de Thompson, caracteritzat per una tècnica d'escriptura de consciència alimentada per drogues.
Fear and Loathing in Las Vegas va seguir la cursa Mint 400 el 1971 i va incloure un personatge principal que es deia Raoul Duke, acompanyat del seu advocat, el Dr. Gonzo, amb art definitiu de Ralph Steadman. Tot i que aquest llibre es considera un excel·lent exemple de periodisme gonzo, Thompson el va considerar com un experiment fallit. Havia pretès que fos un registre inèdit de tot el que va fer tal com va passar, però va editar el llibre cinc vegades abans de publicar-lo.
Thompson instigaria els esdeveniments ell mateix, sovint de manera bromista o bel·ligerant, i després documentaria tant les seves accions com les dels altres. De forma notòriament descuidada dels termes, Thompson sovint molestava els seus editors perquè enviava articles tard, "massa tard per editar-los, però encara a temps per a la impressora". Thompson volia que la seva obra es llegís tal com la va escriure, en la seva forma de "veritable Gonzo". L'historiador Douglas Brinkley va dir que el periodisme gonzo no requereix pràcticament cap reescriptura i que utilitza freqüentment entrevistes transcrites i converses telefòniques textuals.
"No obtinc cap satisfacció de la visió del vell periodista tradicional: "Quan acabo de cobrir la història, jo només li vull donar una visió equilibrada" va dir Thompson en una entrevista per a l'edició digital de The Atlantic. "El periodisme objectiu és un dels principals motius pels quals la política nord-americana ha estat tan corrupta durant tant de temps. No pots ser objectiu sobre Nixon".

## Influència
Thompson va considerar que l'objectivitat en el periodisme era un mite. El periodisme Gonzo s'ha convertit en un estil d'escriptura de bona fe que es preocupa de "dir-ho com és", similar al New Journalism dels anys seixanta, dirigit principalment per Tom Wolfe i també defensat per Lester Bangs, George Plimpton, Terry Southern, i John Birmingham, i es considera un subgènere de New Journalism. Quan se li va preguntar si hi havia diferència entre tots dos, Thompson va respondre: "Sí, crec que sí. A diferència de Tom Wolfe o Gay Talese, per exemple, quasi mai intento reconstruir una història. Tots dos són reporters molt millors que jo, però després no em penso realment com a reporter".
El 1998, Christopher Locke va afirmar que el gènere webzine provenia del periodisme gonzo, una afirmació que des de llavors s'ha estès a les xarxes socials. La influència del periodisme gonzo de Thompson es reflecteix en el lloc web actual Gonzo Today, que inclou una banda superior a la web dibuixada pel dibuixant durant anys de Thompson Ralph Steadman, amb contribucions rotatives diverses als articles, inclòs el poeta Ron Whitehead, associat de Thompson.